# Георги Варадев
Георги Илиев Варадев е бивш български футболист, нападател. Роден е на 21 декември 1970 г. в Хаджидимово. Висок е 178 см и тежи 95 кг. Играл е за Пирин, Беласица, Левски (София), Металург, Локомотив (Пловдив) и Рилски спортист. В А група има 130 мача и 18 гола. Финалист за купата на страната през 1994 г. с Пирин и през 1997 г. с Левски (Сф). Полуфиналист за Купата на ПФЛ през 1996 г. с Беласица. Има 1 мач за КНК с Левски. За младежкия национален отбор има 3 мача.

## Статистика по сезони
- Пирин - 1991/92 - А група, 19/2
- Пирин - 1992/93 - А група, 25/4
- Пирин - 1993/94 - А група, 27/5
- Беласица - 1994/95 - Б група, 29/7
- Беласица - 1995/96 - Б група, 37/11
- Левски (Сф) - 1996/97 - А група, 7/1
- Металург - 1997/98 - А група, 28/3
- Металург - 1998/99 - А група, 12/2
- Металург - 1999/00 - Б група, 18/5
- Металург - 2000/ес. - Б група, 14/11
- Локомотив (Пд) - 2001/пр. - Б група, 3/1
- Рилски спортист - 2001/02 - Б група, 17/2